# The Civil Wars
The Civil Wars va ser un duo compost pels cantautors Joy Williams i John Paul White. Després de llançar un àlbum de presentació en viu i un EP de quatre cançons, el seu primer àlbum Barton Hollow va sortir el 2011. La banda va guanyar el premi Grammy al Millor Duo / Grup Performance Country i Millor Àlbum Folk de l'any 2012.

## Història

### 2008 a 2012
Williams i White es van conèixer el 2008 durant una sessió d'escriptura en un estudi de música a Nashville a l'estat de Tennessee. En una entrevista exclusiva, Williams va dir que el nom de la banda es va generar «mentre conduïa per la ciutat mirant tots els monuments de la Guerra Civil, vaig pensar en totes les guerres que ens enfrontem» Segons el seu web oficial, el nom del grup, The Civil Wars, i la seva cançó «Poison and Wine», resumeixen bé llur temàtica preferida. Tenen a veure amb el bé i el mal de les relacions.
El duo va enregistrar la seva actuació a la ciutat de Decatur a l'estat de Geòrgia el 8 d'abril del 2009 i va crear un EP Live at Eddie's Attic, que va ser descarregat gratuïtament més de 500.000 vegades a internet. Al novembre, el duo va llançar «Poison & Wine», produïda per Charlie Peacock. La cançó va ser inclosa al programa de televisió, Grey's Anatomy.

### 2011
L'1 de febrer del 2011, The Civil Wars va llançar el seu àlbum debut, Barton Hollow. L'àlbum va aconseguir el número 12 als Billboard 200 èxits i primer al Billboard Album Digital charts. En van vendre 25.000 còpies en la primera setmana i es van mantenir al primer lloc a les llistes d'iTunes durant nou dies.
El duo es va presentar a The Tonight Show with Jay Leno, al Sundance Film Festival i al Music Cafè d'ASCAP. Joy i John van aparèixer al All Things Considered de NPR i es van presentar al diari Los Angeles Times. Van aparèixer també a A Prairie Home Companion i el seu vídeo «Barton Hollow» va ser emès pel canal de televisió VH1. Van ser nominats per als premis CMT Awards en la categoria «Vídeo de l'any per un duet» i van aparèixer a la portada de la revista Pollstar. The Civil Wars va tornar una segona vegada a The Tonight Show with Jay Leno al maig, van ser teloners a la gira per Nord-amèrica de la cantant anglesa Adele, i nominats per Americana Music Awards a les categories «Duo de l'any» i «artista revelació de l'any». Van tocar en un concert a benefici per les víctimes del tornado d'Alabama de 2011.
L'estiu del 2011, el duo es va presentar a l'emissora de ràdio de Los Angeles KCRW, va obrir diversos espectacles de Emmylou Harris, i va tocar en el Newport Folk Festival de Rhode Island. Al setembre van tornar a unir-se a la gira d'Adele per Gran Bretanya i van ser nominats pels premis de la Country Music Association en la categoria «Duo de l'any». A l'octubre, durant el seu pas per Regne Unit, van tocar al programa Later... Live i posteriorment, el seu àlbum Barton Hollow va debutar en el lloc número 22 en l'UK Download Chart i número 54 en l'UK Albums Chart la setmana següent.
Al novembre de 2011, el seu àlbum Barton Hollow va ser nomenat en els Grammy en les categories «Millor album folk» i «Millor actuació country per grup/duo».
Al desembre, The Civil Wars es va presentar en el Grand Ole Opry, i van llançar el senzill «Safe & Sound» amb Taylor Swift i T-Bone Burnett per a la pel·lícula Els Jocs de la fam.
Barton Hollow va ser inclòs en diverses llistes de millors àlbums del 2011, incloent NPR Music, Paste, American Songwriter, Rough Trade, Times, iTunes, The Huffington Post,< Associated Press, The Tennessean, Allmusic.com i The Wall Street Journal. Rolling Stone, Entertainment Weekly, USA Today i Yahoo! Music van escollir al duo com a «Millor artista revelació».